# Le Faouët (Morbihan)
Faouët (bret. Ar Faoued) – miejscowość i gmina we Francji, w regionie Bretania, w departamencie Morbihan.
Według danych na rok 1990 gminę zamieszkiwało 2869 osób, a gęstość zaludnienia wynosiła 84 osoby/km² (wśród 1269 gmin Bretanii Faouët plasuje się na 196. miejscu pod względem liczby ludności, natomiast pod względem powierzchni na miejscu 209.).